# Claudio (nome)
Claudio  è un nome proprio di persona italiano maschile.

## Varianti
- Maschili: Clodio[1][5]
  - Alterati: Claudino
- Femminili: Claudia[1][4][5]

### Varianti in altre lingue
- Asturiano: Cloyo[6]
- Basco: Klaudio, Kauldi[6]
- Bielorusso: Клаўдзій (Klaŭdzij)
- Bretone: Glaoda
- Bulgaro: Клавдий (Klavdij)
- Catalano: Claudi[6]
- Croato: Klaudio[2], Klaudije
- Esperanto: Klaŭdio
- Francese: Claude[2][3]
- Galiziano: Clodio[6]
- Greco moderno: Κλαύδιος (Klaudios)
- Inglese: Claude[2][3], Claud[2][3]
- Islandese: Claudíus, Kládíus
- Latino: Claudius[1][2][3][4][7]
- Lettone: Klaudijs[2]
- Lituano: Klaudijus
- Olandese: Claudius
- Polacco: Klaudiusz[2]
- Portoghese: Cláudio
- Rumeno: Claudiu[2]
- Russo: Клавдий (Klavdij)
- Serbo: Клаудије (Klaudije)
- Sloveno: Klavdij
- Spagnolo: Claudio[2][6]
- Tedesco: Claudius, Klaudius
- Ucraino: Клавдій (Klavdij)
- Ungherese: Klaudiusz, Klaudió

## Origine e diffusione

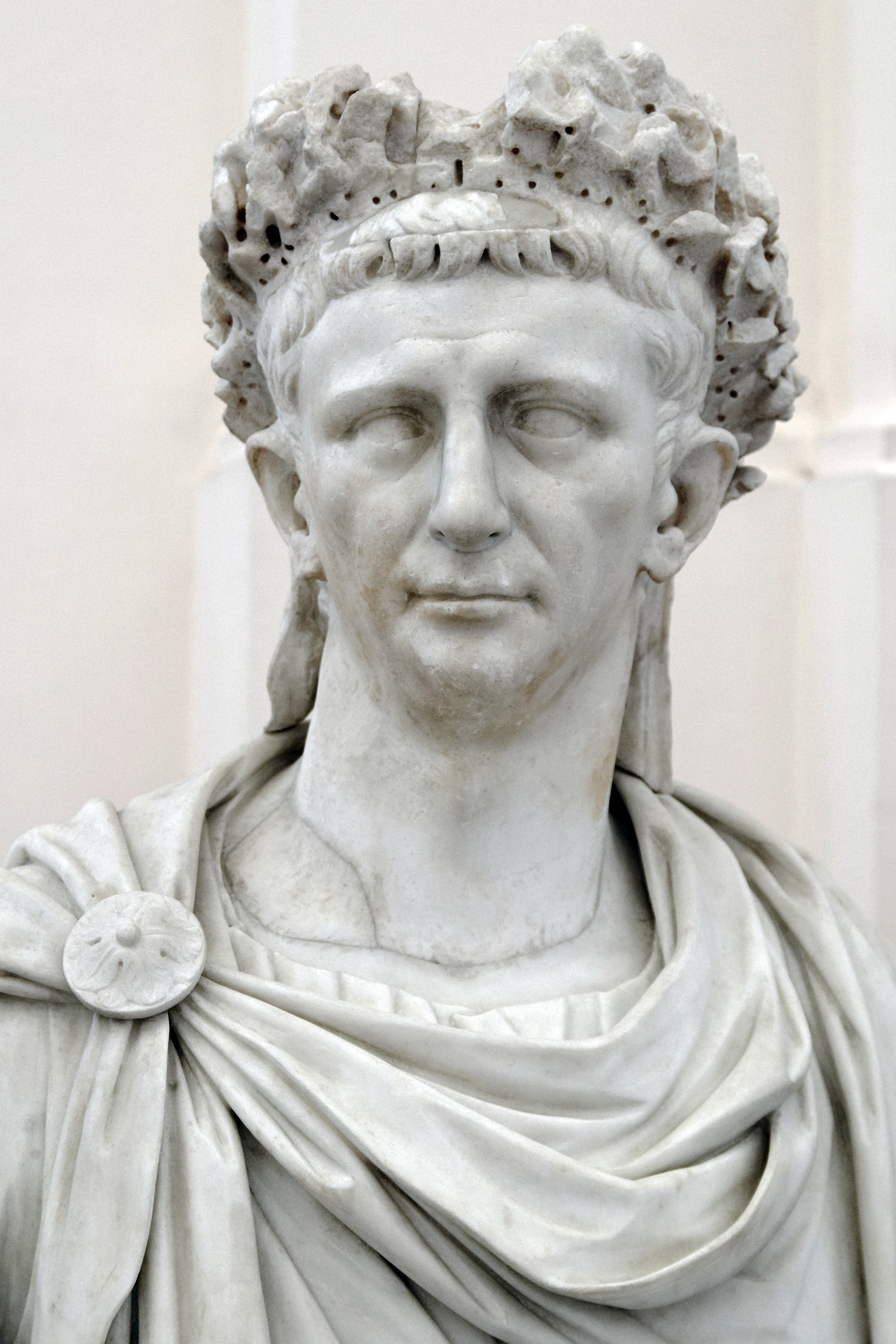
Busto dell'imperatore Claudio

Deriva dal nomen romano Claudius, tipico della nobile gens Claudia, che diede a Roma quattro imperatori, fra cui Claudio. Etimologicamente, potrebbe risalire al latino claudus, che vuol dire "zoppo", "claudicante", "storpio", anche se alcune fonti ipotizzano una connessione al sabino clausus ("illustre", "famoso"). Da esso deriva, in forma patronimica, il nome Claudiano.
Nome di tradizione sia storico-classica che religiosa, conta una buona diffusione in tutta Italia. In Francia, dove è diffuso nella forma Claude, ha sempre goduto di una certa popolarità grazie al culto verso san Claudio, vescovo di Besançon.

## Onomastico
L'onomastico si può festeggiare in memoria di più santi e beati, alle date seguenti:
- 26 gennaio, beato Claudio di San Romano, mercedario[8]
- 31 gennaio, san Claudio, martire a Corinto sotto Decio con altri compagni[8]
- 15 febbraio, san Claudio de La Colombière, gesuita[8]
- 18 febbraio (o 7 luglio[9][10][11]), san Claudio, martire a Ostia con i santi Massimo, Prepedigna, Alessandro e Cuzia[5][6][8]
- 6 giugno, san Claudio, vescovo di Besançon e poi abate di Condat[2][3][8]
- 23 agosto, san Claudio, martire a Egea con i santi Asterio e Neone sotto Diocleziano[8]
- 3 settembre, beato Claude Bochot, sacerdote dottrinario, uno dei martiri dei massacri di settembre[8]
- 30 ottobre, san Claudio, martire con i santi Luperco e Vittorico a León sotto Diocleziano[8]
- 8 novembre, san Claudio, uno dei Santi Quattro Coronati, martiri a Sirmio[12]
- 3 dicembre, san Claudio, martire a Roma insieme alla moglie Ilaria e ai figli Giasone e Mauro[8]

## Persone

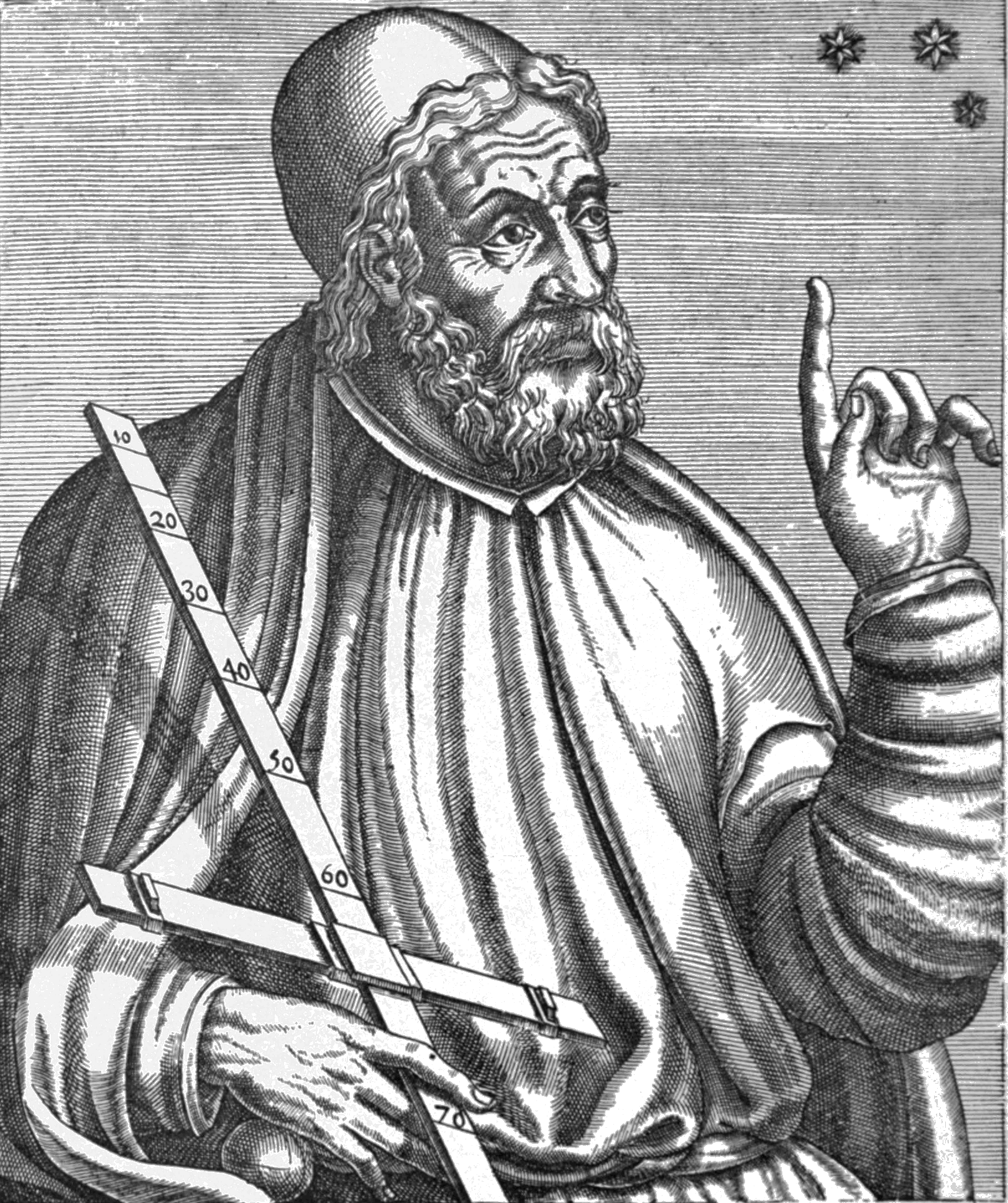
Claudio Tolomeo

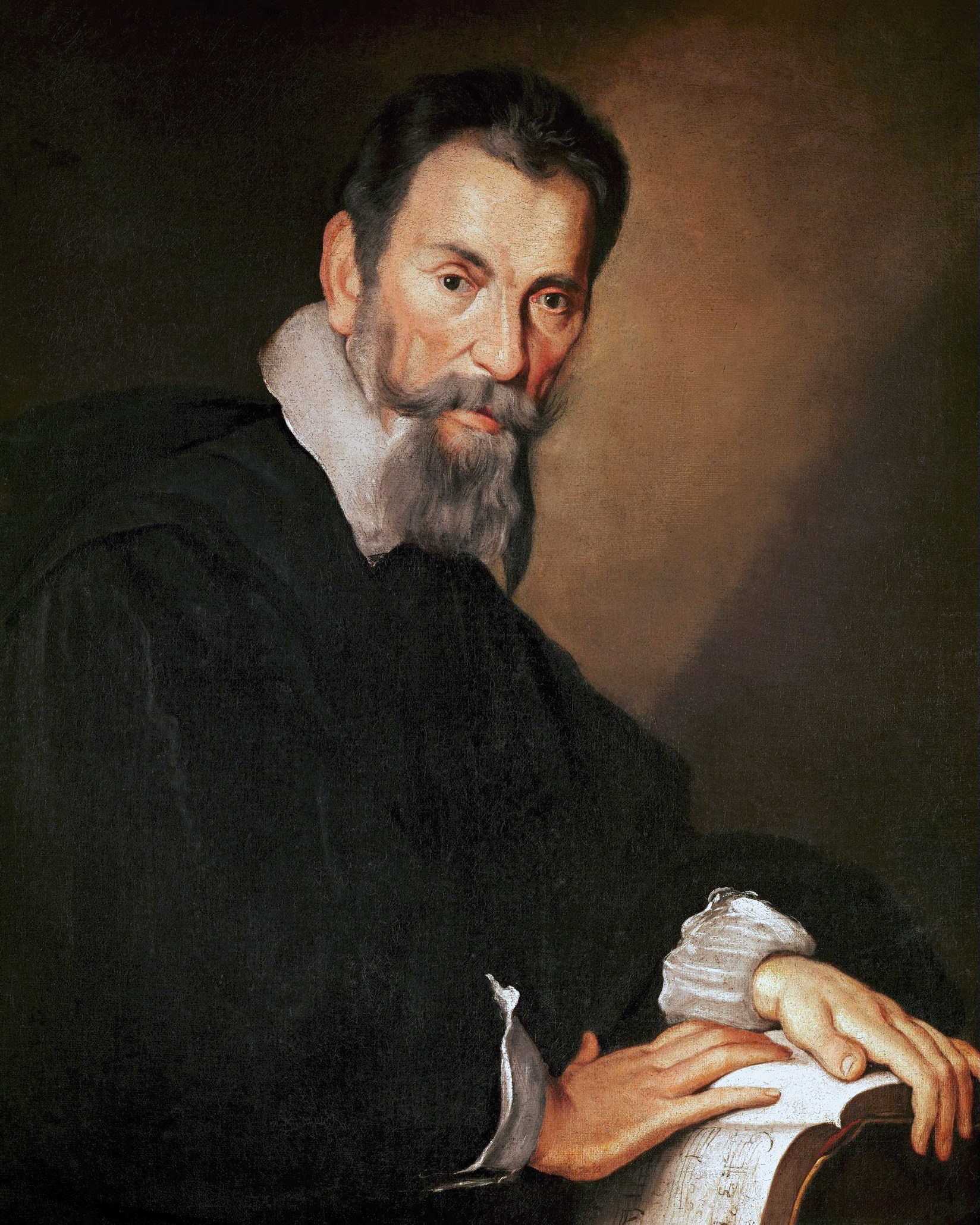
Claudio Monteverdi

- Claudio, quarto imperatore romano della dinastia giulio-claudia.
- Claudio il Gotico, imperatore romano
- Claudio Claudiano, poeta romano
- Claudio Eliano, filosofo e scrittore romano
- Claudio Tolomeo, astrologo, astronomo e geografo greco antico
- Claudio Abbado, direttore d'orchestra e senatore a vita italiano
- Claudio Achillini, giurista e scrittore italiano
- Claudio Amendola, attore e conduttore televisivo italiano
- Claudio Arrau, pianista cileno
- Claudio Baglioni, cantautore italiano
- Claudio Bisio, attore, cabarettista, doppiatore e conduttore televisivo italiano
- Claudio Castagnoli, wrestler svizzero
- Claudio Magris, scrittore, germanista e politico italiano
- Claudio Marchisio, calciatore italiano
- Claudio Merulo, organista e compositore italiano
- Claudio Monteverdi, compositore italiano
- Claudio Ranieri, calciatore e allenatore di calcio italiano
- Claudio Sorgi, presbitero, scrittore, docente e conduttore televisivo italiano
- Claudio Villa, cantante e attore italiano

### Variante Claude

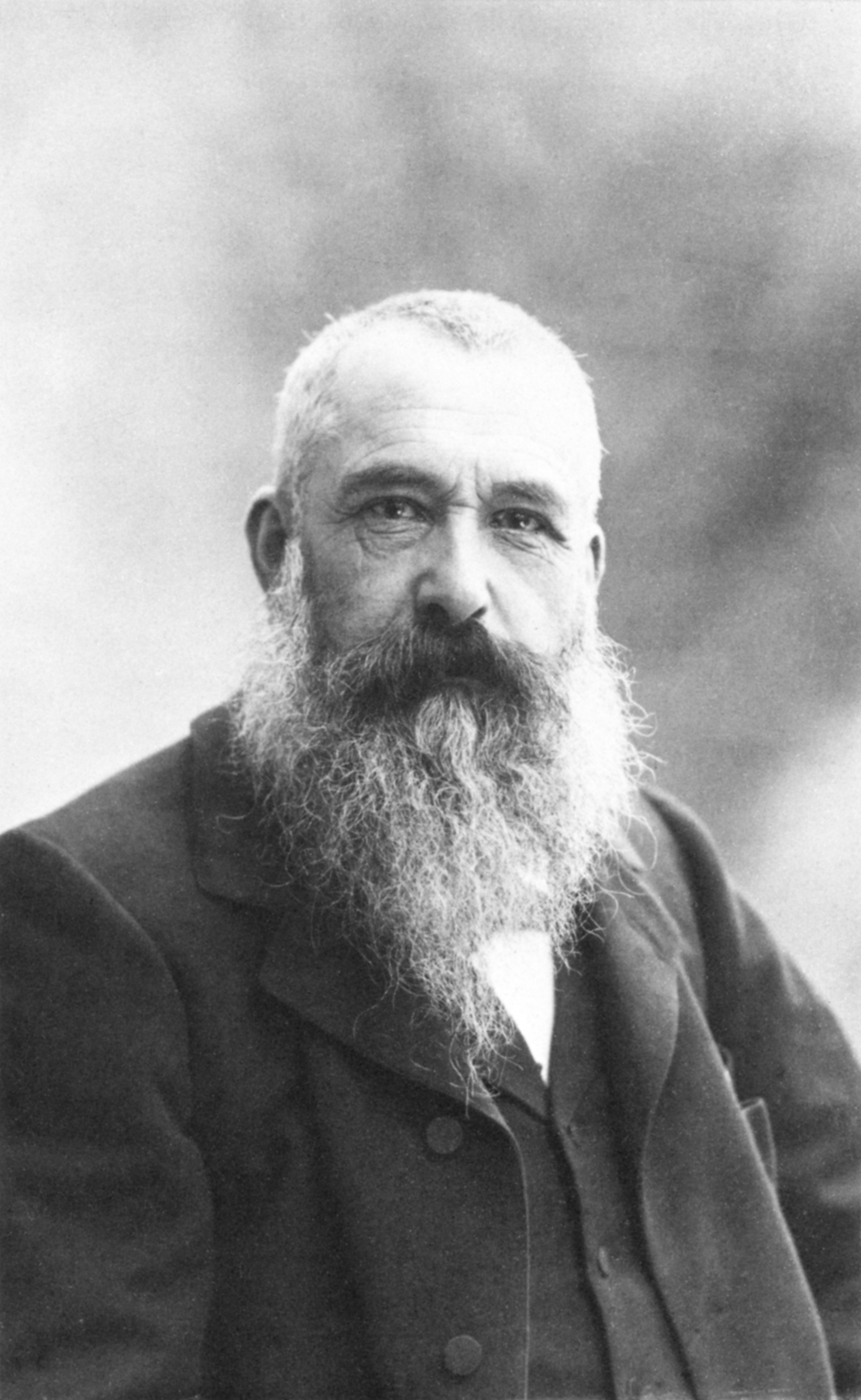
Claude Monet

- Claude Chabrol, regista, sceneggiatore e attore francese
- Claude Cohen-Tannoudji, fisico francese
- Claude Debussy, compositore e pianista francese
- Claude Giraud, attore francese
- Claude Lelouch, regista, sceneggiatore e produttore cinematografico francese
- Claude Lévi-Strauss, antropologo, psicologo e filosofo francese
- Claude Monet, pittore francese

## Il nome nelle arti
- Claudio è il nome di due personaggi shakespeariani, presenti rispettivamente nelle opere Molto rumore per nulla e Amleto (figura positiva il primo, massimo antagonista l'altro).
- Claudio è il nome di due giovani guerrieri cristiani nell'Orlando furioso (Claudio, un francese di Tours, e il nobile inglese Claudio dal Bosco).
- Claudio Cantelmo è il protagonista del romanzo Le vergini delle rocce di Gabriele D'Annunzio.
- Claude Frollo è l'Arcidiacono della cattedrale nel romanzo Notre-Dame de Paris di Victor Hugo.
- Claudio Mastracca detto il riccetto è il protagonista di Ragazzi di vita di Pier Paolo Pasolini.
- Claudio Serafino è un personaggio giocabile in Tekken 7.
- Claude è uno dei quattro eroi nel videogioco arcade Metamorphic Force.